# Wiegand
Wiegand is een familiebedrijf gevestigd in het Duitse Rasdorf. Het bedrijf werd opgericht in 1963 door Josef Wiegand en is na zijn dood in 2014 overgenomen door zijn zoon Hendrik Wiegand. 

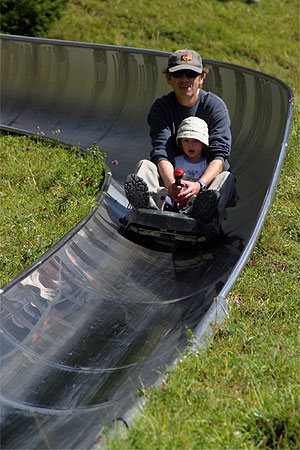
'Klassieke' rodelbaan

Wiegand begon in 1963 onder de slogan 'Ski und Rodel gut' met het produceren van skiliften. In de jaren 70 ontwikkelde Wiegand de rodelbaan, ook wel sommerrodelbahn genoemd. In 1977 werd de eerste rodelbaan geopend aan de Zürichsee in Zwitserland. In de jaren die daarop volgde ontwikkelde Wiegand nieuwe varianten op de klassieke rodelbaan zoals de rodelachtbaan en Bobkart. Ook begon het bedrijf zich op (water)glijbanen te richten. Inmiddels is Wiegand, anno 2019, uitgegroeid tot een belangrijke fabrikant binnen de recreatiesector zoals attractieparken.
Begin 2023 nam Wiegand enkele attracties van de failliete glijbanenbouwer Van Egdom over met de intentie om deze zelf te gaan produceren.

## Locaties
Wereldwijd zijn er honderden producten van Wiegand te vinden, waarvan 150 alpine coasters.